# Világtérkép (film)
A Világtérkép (eredeti cím: A Map of the World) 1999-ben bemutatott amerikai filmdráma, melyet Scott Elliott rendezett. A forgatókönyvet Peter Hedges és Polly Platt írta, Jane Hamilton 1994-ben megjelent A Map of the World című regényéből. A főbb szerepekben Sigourney Weaver, Julianne Moore és David Strathairn látható.
Világpremierje az 1999-es Torontói Nemzetközi Filmfesztiválon volt, majd az amerikai mozikban 2000. január 21-én mutatták be. A film vegyes kritikákat kapott, Sigourney Weavert alakításáért Golden Globe-díjra jelölték.

## Cselekmény
Alice Goodwin iskolai nővér, Howard nevű férjével és két kislányukkal egy Wisconsin állambeli farmon élnek. Miután a nő barátjának, Theresa Collinsnak a kislánya Alice birtokán tragikus balesetet szenved, belefulladva egy tóba, a helyi közösség a család ellen fordul. Alice-t ráadásul hamarosan egy tanítványa szexuális zaklatásának vádjával is letartóztatják.

## Szereplők
- Sigourney Weaver – Alice Goodwin
- Julianne Moore – Theresa Collins
- David Strathairn – Howard Goodwin
- Arliss Howard – Paul Reverdy
- Chloë Sevigny – Carole Mackessy
- Sara Rue – Debbie
- Aunjanue Ellis – Dyshett
- Nicole Ari Parker – Sherry
- Bruklin Harris – Lynelle
- Lisa Emery – Susan Durkin
- Ron Lea – Dan Collins
- Louise Fletcher – Nellie Goodwin

## Fogadtatás
Észak-Amerikában a film bevétele 545 ezer amerikai dollár volt.
A Rotten Tomatoes 56 kritika alapján 66%-ra értékelte a filmet, az oldal szöveges összefoglalója szerint „az összefüggéstelen történetmesélés háttérbe szorítja a figyelemre méltó színészi alakításokat”. Roger Ebert filmkritikus a maximális négyből három és fél csillagra értékelte. Méltatta és A John Malkovich menet, illetve a Sivatagi cápák című filmekhez hasonlította a színészi alakításokat, abban a tekintetben, hogy „szabadok – bármelyik pillanatban képesek bármilyen fordulatot venni, anélkül hogy unalmas szabályokat kéne követniük”.
Az 57. Golden Globe-gálán Sigourney Weavert jelölték a díjra legjobb női főszereplő (filmdráma) kategóriában.

## Fordítás
- Ez a szócikk részben vagy egészben  az   A Map of the World (film) című angol Wikipédia-szócikk fordításán alapul.  Az eredeti cikk szerkesztőit annak laptörténete sorolja fel. Ez a jelzés csupán a megfogalmazás eredetét és a szerzői jogokat jelzi, nem szolgál a cikkben szereplő információk forrásmegjelöléseként.